# Manettia lehmannii
Manettia lehmannii är en måreväxtart som först beskrevs av Herbert Fuller Wernham, och fick sitt nu gällande namn av Paul Carpenter Standley. Manettia lehmannii ingår i släktet Manettia och familjen måreväxter. Inga underarter finns listade i Catalogue of Life.